# ミッドナイトパートナー
ミッドナイトパートナー(Midnight Partner)は、1968年4月から1998年3月まで山陰放送ラジオ（BSSラジオ）で放送された、深夜放送のラジオ番組。実際の番組名は、タイトルの前にパーソナリティ名を冠し、○○のミッドナイトパートナーとなる。

## 概要
山陰地方のローカル深夜番組として、パーソナリティを交代しながら約30年間にわたり放送された。当初は月曜日から土曜日まで放送の帯番組であったが、1974年10月からは土曜日のみの放送であった。
1975年当時は、『Wai Wai Young』というサブタイトルが付いていた。
なお、1985年3月までは、午前1時前に放送終了（「オールナイトニッポン」のネット開始はその年の4月。平日の24時間放送化はさらにその5年後の1990年4月）となっていたため、当時のBSSラジオの1日の最終番組であった。
角兵衛時代のテーマ曲はベンチャーズ「ムーンライトセレナーデ」、宇田川修一時代（1988年）のオープニングテーマに使われていた曲は、松岡直也作曲の「ハートカクテル」のサウンドトラックアルバム「ハートカクテル Vol.1」（1986年）収録の曲「8.オールドハワイ・コナ」。

## 放送時間
- 1968年4月〜1974年9月 月曜日 - 金曜日 23:45 - 24:55 ／ 土曜日 23:00 - 24:45
- 1974年10月〜1985年3月 土曜日 23:00 - 24:50
- 1985年4月〜1989年9月 土曜日 23:00 - 25:00
- 1989年10月〜1998年3月 土曜日 23:30 - 25:00

## パーソナリティ
- 栗原康郎（土曜・1973年3月まで）
- 永東明（月曜・1973年3月まで → 土曜・1973年4月 - 1974年9月）
- 坂口育子（火曜・1974年9月まで）
- 水沢智恵子（水曜・1973年3月まで）
- 松本町子
- 桜井ジュン（木曜・1973年3月まで → 水曜・1973年4月 - 1974年9月）
- なんけみちこ（金曜・1973年3月まで → 月曜・1973年4月 - 1974年9月）
- 陶山史朗（木曜・1973年4月 - 1974年9月）
- わだひろと（金曜・1973年4月 - 1973年9月）
- 木村誠（金曜・1973年10月 - 1974年9月）
- 角谷敏朗（1974年10月 - 1987年3月、土曜日担当）- この時は『角兵衛』のマイクネームを使用して『角兵衛のミッドナイトパートナー』というタイトルであった[4]。
- 宇田川修一（1987年4月 - 1998年3月、土曜日担当）